# Kylo
Kylo est un navigateur Web open source abandonné qui a été développé par Hillcrest Labs, pour les OS Microsoft Windows et Mac OS X. Initialement lancé en 2010, le navigateur dispose d'une interface utilisateur de 3 mètres, avec de grandes polices et des boutons qui permettent de voir facilement de l'autre côté de la pièce, ce qui le rend particulièrement adapté à une utilisation avec un PC de cinéma maison connecté directement à un téléviseur Haute définition,,,,,,,,,.
En 2011, Kylo a été lauréat des Innovations Awards du Consumer Electronics Show dans la catégorie contenu audio/vidéo en ligne.
Le 15 mai 2012, Kylo a été publié en tant que logiciel open source selon les termes de la licence publique Mozilla 
Le navigateur a été abandonné après l'acquisition de Hillcrest par CEVA en juillet 2019.

## Voir également
- PC de cinéma maison
- Téléviseur connecté
- Télévision interactive